# Hostovice (Ústí nad Labem)
Hostovice jsou část krajského města Ústí nad Labem. Nachází se na jihozápadě Ústí nad Labem. V roce 2011 zde trvale žilo 287 obyvatel.
Hostovice leží v katastrálním území Hostovice u Ústí nad Labem o rozloze 3,38 km².

## Obyvatelstvo
Při sčítání lidu v roce 1921 zde žilo 383 obyvatel (z toho 196 mužů), z nichž bylo šest Čechoslováků, 362 Němců a patnáct cizinců. Kromě šestnácti evangelíků a šesti lidí bez vyznání se hlásili k římskokatolické církvi. Podle sčítání lidu z roku 1930 měla vesnice 493 obyvatel: 62 Čechoslováků, 419 Němců a dvanáct cizinců. Převažovala římskokatolická většina, ale žilo zde také sedmnáct evangelíků, dva členové církve československé, dva příslušníci nezjišťovaných církví a 48 lidí bez vyznání.